# 타라우마라어
타라우마라어(Tarahumara, Rarámuri ra'ícha)는 멕시코 치와와주의 원주민족인 타라우마라족이 사용하는 언어로, 유트아즈텍어족에 속한다. 같은 서 시에라 마드레 산맥(Sierra Madre Occidental)에서 사용되는 과리히오어(Huarijío, Guarijío)와 비교적 가까운 관계로 추정된다.
정부 추산 기준 약 70,000명의 화자가 있는 것으로 추정된다. 타라우마라족 사이에서 타라우마라어는 다수 언어로 남아 있으나 스페인어의 영향력이 점차 강해지고 있다. 특히 현재 화자 중 스페인어 문해율은 20% 정도인데 반해 타라우마라어 문해율은 1% 정도에 불과하다.
방언은 크게 서부와 동부의 방언으로 나누는 시각 외에 북부, 동부, 남부, 서부의 4개 방언으로 나누는 시각, 또는 중앙, 북부, 동남부, 서남부, 서부의 5개 방언으로 나누는 시각 등이 있다.